# حمام سورک
حمام سورک، مربوط به دوره قاجار و در شهرستان کیار، روستای سورک واقع شده است. این اثر در تاریخ ۱۵ دی ۱۳۸۷ با شمارهٔ ثبت ۲۴۲۲۶ به‌عنوان یکی از آثار ملی ایران به ثبت رسیده است.